# Francinópolis
Francinópolis is een gemeente in de Braziliaanse deelstaat Piauí. De gemeente telt 5.458 inwoners (schatting 2009).